# Cosmarium subpulchellum
Cosmarium subpulchellum là một loài Song tinh tảo trong họ Desmidiaceae, thuộc chi Cosmarium.